# Karači
Karači (urdujsko کراچی; sindsko: ڪراچي‎; IPA: [kəˈraːtʃi] ⓘ) je glavno mesto pakistanske province Sind. Je največje mesto v Pakistanu in 12. največje na svetu, z več kot 20 milijoni prebivalcev. Je na južnem koncu države ob obali Arabskega morja in je od leta 1947 do 1959 služilo kot glavno mesto države. Uvrščeno med beta-svetovno mesto je glavno industrijsko in finančno središče Pakistana, z ocenjenim BDP več kot 200 milijard USD (PKM) od leta 2021. Karači je metropolitansko mesto in velja za najbolj kozmopolitsko mesto v Pakistanu ter med najbolj jezikovno, etnično in versko raznolikimi regijami v državi ter eno najbolj naprednih in socialno liberalnih mest v državi.
Regija je bila naseljena že tisočletja, vendar je bilo mesto uradno ustanovljeno kot utrjena vas Kolači šele leta 1729. Pomen naselja se je močno povečal s prihodom Vzhodnoindijske družbe sredi 19. stoletja. Britanski upravitelji so se lotili obsežnih projektov, da bi mesto preoblikovali v glavno pristanišče in ga povezali z obsežnim železniškim omrežjem Indijske podceline. V času pakistanske neodvisnosti leta 1947 je bilo mesto največje v Sindu z ocenjeno populacijo 400.000 ljudi. Kasneje je mesto doživelo dramatičen premik v prebivalstvu in demografije s prihodom več sto tisoč muslimanskih priseljencev iz Indije, skupaj z eksodusom večine njegovih hindujskih prebivalcev. Mesto je po osamosvojitvi Pakistana doživelo hitro gospodarsko rast, ki je pritegnila migrante iz vse države in drugih regij južne Azije. Po popisu prebivalstva v Pakistanu leta 2023 je bilo v Karačiju skupno 20,3 milijona prebivalcev. Karači je eno najhitreje rastočih mest na svetu in ima pomembne skupnosti, ki predstavljajo skoraj vse etnične skupine v Pakistanu. Karači zadržuje več kot dva milijona bengalskih priseljencev, milijon afganistanskih beguncev in do 400.000 Rohingov iz Mjanmara.
Karači je zdaj glavno industrijsko in finančno središče Pakistana. Mesto ima uradno gospodarstvo, ocenjeno na 190 milijard dolarjev od leta 2021, kar je največje v državi. Karači zbere 35 % pakistanskih davčnih prihodkov in ustvari približno 25 % celotnega pakistanskega BDP. Približno 30 % pakistanske industrijske proizvodnje je iz Karačija, medtem ko pristanišča Karačija obravnavajo približno 95 % pakistanske zunanje trgovine. Približno 90 % multinacionalnih korporacij in 100 % bank, ki delujejo v Pakistanu, ima sedež v Karačiju. Služi tudi kot prometno središče in vsebuje dve največji pakistanski pristanišči, pristanišče Karači in pristanišče Qasim, ter najbolj obremenjeno pakistansko letališče, mednarodno letališče Džinah. Karači velja tudi za pakistansko prestolnico mode in od leta 2009 gosti letni teden mode v Karačiju.
Karači, ki je bil v 1960-ih in 1970-ih zaradi svojega živahnega nočnega življenja znan kot mesto luči. V 1980-ih, ob obsežnem prihodu orožja med sovjetsko-afganistansko vojno, so Karači pretresali ostri etnični, sektaški in politični konflikti. Mesto je postalo znano po visokih stopnjah nasilnih zločinov, vendar so se zabeleženi zločini močno zmanjšali po operaciji zatiranja kriminalcev, politične stranke MQM in islamističnih skrajnežev, ki so jo leta 2013 sprožili pakistanski nadzorniki. Kot rezultat operacije je Karači leta 2014 padel s šestega najbolj nevarnega mesta na svetu glede kriminala na 128. mesto do leta 2022.

## Etimologija
Sodobni Karači naj bi bil ustanovljen leta 1729 kot naselje Kolači-jo-Goth med vladavino dinastije Kalhora. Novo naselje naj bi bilo poimenovano v čast Mai Kolači, čigar sin naj bi ubil krokodila ljudožerca v vasi, potem ko je ta že ubil njegove starejše brate. Ime Karačee, skrajšana in pokvarjena različica prvotnega imena Kolači-jo-Goth, je bilo prvič uporabljeno v nizozemskem poročilu iz leta 1742 o brodolomu blizu naselja.

## Zgodovina

### Zgodnja zgodovina
Območje okoli Karačija je bilo tisočletja prebivališče ljudi. Najdišča iz zgornjega paleolitika in mezolitika so bila izkopana v hribih Mulri ob severnem obrobju Karačija. Ti najzgodnejši prebivalci naj bi bili lovci-nabiralci, starodavna orodja iz kremena so bila odkrita na več lokacijah.
Verjamejo, da so obsežno regijo Karači poznali že Stari Grki in da je bila morda kraj Barbarikona, starodavnega morskega pristanišča, ki je bilo ob bližnjem izlivu reke Ind. Karači je bil morda imenovan tudi Ramya v starogrških besedilih.[59]
Starodavno najdišče Krokola, naravno pristanišče zahodno od Inda, kamor je Aleksander Veliki plul s svojo floto v Ahemenidsko Asirijo, je morda bilo blizu izliva reke Malir v Karačiju, čeprav nekateri menijo, da je bilo blizu Gizrija. V bližini ustja Inda ni nobenega drugega naravnega pristanišča, ki bi lahko sprejelo veliko ladjevje. Nearh, ki je poveljeval Aleksandrovi pomorski floti, je omenil tudi hriboviti otok z imenom Morontobara in sosednji ravninski otok z imenom Bibakta, ki so ju kolonialni zgodovinarji na podlagi grških opisov opredelili kot Karačijev Manora Point oziroma Kiamari (ali Clifton). Obe območji sta bili otoka vse do globoke kolonialne dobe, ko ju je zamuljevanje privedlo do povezave s celino.
Leta 711 n. št. je Mohamed bin Kasim osvojil Sind in dolino Inda ter pristanišče Debal, od koder je leta 712 svoje sile poslal naprej v dolino Inda. Nekateri so pristanišče identificirali s Karačijem, čeprav nekateri trdijo, da je bila lokacija nekje med Karačijem in bližnjim mestom Thatta.
Pod Mirzo Ghazi Begom, mogulskim upraviteljem Sinda, se je spodbujal razvoj obalnega Sinda in Indove delte. Pod njegovo vladavino so utrdbe v regiji delovale kot branik proti portugalskim vdorom v Sind. Leta 1553–54 je osmanski admiral Seidi Ali Reis omenil majhno pristanišče ob obali Sinda z imenom Kauraši, ki je morda Karači. Grobnice Čaukandi v sodobnem predmestju Karačija so bile zgrajene približno v tem času med 15. in 18. stoletjem.

### Naselje Kolachi in prvo pristanišče
Prvo pristanišče so sredi 18. stoletja ustanovili Kalhori blizu Karačija, znano kot Kharak Bander. Zgodovinar Karačija iz 19. stoletja Seth Naomal Hotchand je zapisal, da je ob pristanišču Karači obstajalo majhno naselje z 20–25 kočami, ki je bilo znano kot Dibro, ki je stalo ob vodnem bazenu, znanem kot Kolači-jo-Kun. Leta 1725 se je skupina belouških naseljencev iz Makrana in Kalata naselila v zaselku, potem ko so bežali pred sušo in plemenskimi spori.
Novo naselje je bilo zgrajeno leta 1729 na mestu Dibro, ki je postalo znano kot Kolači-jo-Goth ('Vas Kolači'). Novo naselje naj bi dobilo ime v čast Mai Kolači, prebivalca starega naselja, katerega sin naj bi ubil krokodila ljudožerca. Kolači je bil velik približno 40 hektarjev, z nekaj manjšimi ribiškimi vasicami, razpršenimi v njegovi bližini. Ustanovitelji nove utrjene naselbine so bili Sindi Banijas in naj bi prispeli iz bližnjega mesta Kharak Bandar, potem ko se je tamkajšnje pristanišče leta 1728 zasulo po močnem deževju. Kolači je bil utrjen in branjen s topovi, uvoženimi iz Maskata v Omanu. Pod Talpurji je bila zgrajena cesta Rah-i-Bandar, da bi povezala mestno pristanišče s terminali za karavane. To cesto so Britanci sčasoma nadalje razvili v cesto Bandar, ki so jo preimenovali v cesto Muhammad Ali Džinnah.
Ime Karačee je bilo prvič uporabljeno v nizozemskem dokumentu iz leta 1742, v katerem je trgovska ladja de Ridderkerk doživela brodolom blizu naselja. Leta 1770 je Karači prešel pod nadzor Kalatovega kana, kar je privabilo drugi val beloških naseljencev. Leta 1795 so Karači priključili Talpurji, kar je sprožilo tretji val beloških naseljencev, ki so prispeli iz osrednjega Sinda in južnega Pandžaba. Talpurji so leta 1797 zgradili utrdbo Manora, ki je bila uporabljena za zaščito pristanišča v Karačiju pred pirati al-Qasimi.
Leta 1799 ali 1800 je ustanovitelj dinastije Talpur, Mir Fateh Ali Kan, dovolil Vzhodnoindijski družbi pod vodstvom Nathana Crowa, da ustanovi trgovsko postajo v Karačiju. V tistem času mu je bilo dovoljeno zgraditi hišo zase v Karačiju, a do leta 1802 mu je bilo ukazano, da zapusti mesto. Mestu so še naprej vladali Talpurji, dokler ga februarja 1839 niso zasedle sile pod poveljstvom Johna Keana.

### Britanski nadzor
Britanska vzhodnoindijska družba je Karači zavzela 3. februarja 1839, potem ko je HMS Wellesley odprla ogenj in hitro uničila utrdbo Manora, ki je varovala pristanišče Karači pri Manora Pointu. Prebivalstvo Karačija je bilo takrat ocenjeno na 8000 do 14.000 in je bilo omejeno na obzidano mesto v Mithadarju s predmestji v današnji četrti Serai. Britanske enote, znane kot podjetje Bahadur, so vzhodno od zajetega mesta ustanovile tabor, ki je postal predhodnik sodobnega kantona Karači. Britanci so nadalje razvili kanton Karači kot vojaško garnizijo za pomoč britanskim vojnim prizadevanjem v prvi anglo-afganistanski vojni.
Skupnost portugalskih Goanov se je začela seliti v Karači v 1820-ih kot trgovci. Večina od približno 100.000, ki so prišli v Pakistan, je v glavnem skoncentrirana v Karačiju.
Prestolnica Sinda je bila leta 1840 prestavljena iz Hiderabada v Karači, ko je bil Karači priključen Britanskemu imperiju, potem ko je generalmajor Charles James Napier zavzel preostanek Sinda po zmagi proti Talpurjem v bitki pri Mianiju. Po priključitvi leta 1843 je bila 17. februarja celotna provinca združena v predsedstvo Bombaja za naslednjih 93 let, Karači pa ostaja poveljstvo divizije. Nekaj let pozneje, leta 1846, je Karači utrpel velik izbruh kolere, kar je privedlo do ustanovitve karačijskega odbora za kolero (predhodnika mestne civilne vlade).
Mesto je raslo pod upravo svojega novega komisarja Henryja Bartla Edwarda Frera, ki je bil imenovan v 1850-ih. Karači je bil priznan zaradi svojega strateškega pomena, zaradi česar so Britanci leta 1854 ustanovili pristanišče Karači. Karači je hitro postal prometno središče za Britansko Indijo zaradi na novo zgrajene pristaniške in železniške infrastrukture ter povečanega kmetijskega izvoza od odprtja produktivni predeli na novo namakanih zemljišč v Pandžabu in Sindu. Do leta 1856 je vrednost blaga, s katerim se je trgovalo prek Karačija, dosegla 855.103 funtov, kar je privedlo do ustanovitve trgovskih pisarn in skladišč. Prebivalstvo leta 1856 je bilo ocenjeno na 57.000. Med sepojskim uporom leta 1857 se je 21. domorodna pehota, ki je bila takrat nameščena v Karačiju, septembra 1857 uprla in razglasila zvestobo uporniškim silam, čeprav so Britanci hitro premagali upornike in ponovno prevzeli nadzor nad mestom.
Po uporu so britanski kolonialni upravitelji nadaljevali z razvojem mestne infrastrukture, vendar so še naprej zanemarjali kraje, kot je Liari, ki je bil dom prvotnega mestnega prebivalstva sindskih ribičev in baloških nomadov. Ob izbruhu ameriške državljanske vojne je pristanišče v Karačiju postalo pomembno pristanišče za izvoz bombaža, z Indus Steam Flotilla in Orient Inland Steam Navigation Company, ustanovljenima za prevoz bombaža iz preostalega Sinda v pristanišče Karači in naprej do tekstilnih tovarn v Angliji. Zaradi povečanih gospodarskih priložnosti so se ekonomski migranti iz več etničnih skupin in religij, vključno z Anglo-Britanci, Parsi, Maratsi in Goan kristjani, med drugim, ustalili v Karačiju, s številnimi ustanovitvami podjetij v novem komercialnem okrožju Saddar. Muhamed Ali Džinnah, ustanovitelj Pakistana, se je leta 1876 rodil v dvorcu Vazir v Karačiju takim migrantom iz Gudžarata. V tem času so se izvajala javna gradbena dela v gotskem in indo-saracenskem slogu, vključno z gradnjo mestne hiše Frerejeve dvorane leta 1865 in poznejše tržnice Empress Market leta 1889.
Z dokončanjem Sueškega prekopa leta 1869 se je položaj Karačija kot glavnega pristanišča še povečal. Leta 1878 je Britanska Indija povezala Karači z omrežjem obsežnega železniškega sistema Britanske Indije. Leta 1887 je pristanišče Karači doživelo radikalne izboljšave s povezavo z železnico, skupaj s širitvijo in poglabljanjem pristanišča ter gradnjo valobrana. Prva sinagoga v Karačiju je bila ustanovljena leta 1893. Do leta 1899 je Karači postal največje pristanišče za izvoz pšenice na vzhodu. Leta 1901 je bilo v Karačiju 117.000 prebivalcev, nadaljnjih 109.000 pa jih je bilo vključenih v občinsko območje.
Pod Britanci je bila ustanovljena mestna občinska uprava. Župan Seth Harčandrai Višandas, znan kot oče sodobnega Karačija, je po njegovi izvolitvi leta 1911 vodil občinsko vlado za izboljšanje sanitarnih pogojev v starem mestu, pa tudi za večja infrastrukturna dela v Novem mestu. Leta 1914 je Karači postal največje pristanišče za izvoz pšenice v celotnem Britanskem imperiju, potem ko so se v Sindu začela velika namakalna dela za povečanje pridelka pšenice in bombaža. Do leta 1924 je bil ustanovljen Drigh Road Aerodrome, zdaj letalska baza Faisal.
Vse večji pomen Karačija kot svetovljanskega prometnega središča vodi do vpliva ne-Sindijev v upravi Sinda. Polovica mesta se je rodila zunaj Karačija že leta 1921. Ta vpliv je vznemiril avtohtone Sinde in tako je bil 1. aprila 1936 Sind ustanovljen kot provinca, ločena od predsedstva Bombaja, Karači pa je postal glavno mesto Sinda. Leta 1941 je prebivalstvo mesta naraslo na 387.000.

### Poosamosvojitev
Ob zori neodvisnosti po uspehu pakistanskega gibanja leta 1947 se je 15. avgusta 1947 glavno mesto Sinda preselilo iz Karačija v Hiderabad in Karači je postal državna prestolnica Pakistana.
Karači je bil največje mesto Sinda z več kot 400.000 prebivalci. Mesto je imelo rahlo hindujsko večino, približno 51 % prebivalstva je bilo hindujcev. Delitev je povzročila eksodus velikega dela hindujskega prebivalstva mesta, čeprav je Karači, tako kot večina Sinda, ostal razmeroma miren v primerjavi z mesti v Pandžabu. Nemiri so izbruhnili 6. januarja 1948, po katerih je večina hindujskega prebivalstva Sinda pobegnila v Indijo s pomočjo indijske vlade.
Karači je postal središče preselitve muslimanskih muhadžirjev srednjega razreda, ki so pobegnili iz Indije, s 470.000 begunci v Karačiju do maja 1948, kar je povzročilo drastične spremembe demografije mesta. Leta 1941 so bili muslimani 42 % prebivalstva Karačija, do leta 1951 pa so predstavljali 96 % prebivalstva mesta. Prebivalstvo mesta se je med letoma 1941 in 1951 potrojilo. Urdu je zamenjal jezik sindi kot najbolj razširjen jezik v Karačiju; sindi je bil leta 1941 materni jezik 51 % Karačija, leta 1951 pa le 8,5 %, medtem ko je urdu postal materni jezik 51 % prebivalstva Karačija. 100.000 beguncev muhadžirjev je vsako leto prispelo v Karači do leta 1952. Muhadžirji so prihajali iz različnih delov Indije do leta 2000.
Karači je bil izbran za prvo prestolnico Pakistana in je bil leta 1948 voden kot zvezno okrožje, ločeno od Sinda, glavno mesto Sinda se je spet preselilo iz Hiderabada v Karači, dokler se leta 1958 glavno mesto države ni premaknilo v Ravalpindi. Medtem ko so se tuja veleposlaništva preselila iz Karačija, je mesto gostitelj številnih konzulatov in častnih konzulatov. Med letoma 1958 in 1970 je bila vloga Karačija kot glavnega mesta Sinda prenehala zaradi programa ene enote, ki ga je uveljavil predsednik Iskander Mirza.
Karači iz 1960-ih je veljal za gospodarski vzor po vsem svetu, s Seulom v Južni Koreji, ki si je izposodil drugi »petletni načrt« mesta. V tem obdobju je bilo v Karačiju zgrajenih več primerov modernistične arhitekture, vključno z mavzolejem Mazar-e-Quaid, posebno mošejo Masjid-e-Tooba in Habib Bank Plaza (najvišja stavba v vsej južni Aziji v tistem času). Prebivalstvo mesta je do leta 1961 naraslo za 369 % v primerjavi z letom 1941. Do sredine 1960-ih je Karači začel privabljati veliko število Paštunov, Pandžabcev in Kašmircev iz severnega Pakistana.
V 1970-ih je prišlo do gradbenega razcveta, financiranega z nakazili in naložbami iz zalivskih držav, v mestu pa so se pojavile stanovanjske stavbe. Cene nepremičnin so v tem obdobju narasle, kar je povzročilo poslabšanje stanovanjske krize. V tem obdobju so se leta 1970 začeli tudi delavski nemiri v industrijskih območjih Karačija, ki jih je vlada predsednika Zulfikarja Alija Buta od leta 1972 dalje nasilno zatrla. Da bi pomiril konservativne sile, je Buto prepovedal alkohol v Pakistanu in zatrl diskoteke in kabarete v Karačiju, kar je vodilo v zaprtje nekoč živahnega nočnega življenja v Karačiju. Mestna umetniška scena je bila med vladavino diktatorskega generala Zia-ul-Haka dodatno zatrta. Zijeva islamizacijska politika je vodila zahodnjaške višje srednje sloje v Karačiju, da so se v veliki meri umaknili iz javne sfere in namesto tega ustvarili lastna družbena mesta, ki so postala nedostopna revnim. V tem desetletju je v Karači prišlo tudi več kot milijon biharskih priseljencev iz novonastale države Bangladeš, ki se je leta 1971 ločila od Pakistana.
Leta 1972 je bil Karači razdeljen na tri okrožja, vzhodno, zahodno in južno okrožje.
V 1980-ih in 1990-ih je v Karači priteklo skoraj milijon afganistanskih beguncev, ki so bežali pred sovjetsko-afganistansko vojno. Temu so sledili begunci, ki so bežali iz porevolucijskega Irana. V tem času je Karači pretresal tudi politični konflikt, medtem ko se je stopnja kriminala drastično povečala s prihodom orožja iz vojne v Afganistanu. Konflikt med stranko MQM in etničnimi Sindi, Paštuni, Pandžabi in Beluhi je bil oster. Stranko in njeno obsežno mrežo podpornikov so napadle pakistanske varnostne sile kot del kontroverzne operacije Čiščenje leta 1992 – prizadevanje za ponovno vzpostavitev miru v mestu, ki je trajalo do leta 1994. Protihindujski nemiri so leta 1992 izbruhnili tudi v Karačiju v maščevanje za rušenje mošeje Babri v Indiji s strani skupine hindujskih nacionalistov v začetku istega leta.
Leta 1996 sta bili v diviziji Karači ustanovljeni še dve (02) okrožji, imenovani okrožji Central in Malir.
V letih 2010 je prišlo do novega prihoda več sto tisoč paštunskih beguncev, ki so bežali pred konfliktom v severozahodnem Pakistanu in pakistanskimi poplavami leta 2010. Do te točke je Karači postal splošno znan po visokih stopnjah nasilnih zločinov, običajno v zvezi s kriminalnimi dejavnostmi, vojnami med tolpami, sektaškim nasiljem in izvensodnimi poboji. Število zabeleženih zločinov se je močno zmanjšalo po kontroverzni operaciji zatiranja kriminalcev, stranke MQM in islamističnih skrajnežev, ki so jo leta 2013 sprožili pakistanski nadzorniki. Kot rezultat operacije je Karači leta 2014 s šestega najbolj nevarnega mesta na svetu za kriminal prešel na 128. mesto do leta 2022.
Leta 2022 se je v Karačiju zateklo vsaj milijon prizadetih zaradi poplav iz Sinda in Beludžistana.

## Geografija
Karači leži na obali province Sind v južnem Pakistanu, ob pristanišču Karači, naravnem pristanišču v Arabskem morju. Karači je zgrajen na obalni nižini z raztresenimi skalnatimi vzpetinami, griči in močvirji. Mangrovi gozdovi rastejo v slanih vodah okoli pristanišča Karači in dlje proti jugovzhodu proti prostrani Indovi delti. Zahodno od mesta Karači je rt Monze, lokalno znan kot Ras Muari, ki je območje, za katerega so značilne morske pečine, skalnati rti iz peščenjaka in plaže.
Karači leži zelo blizu velike prelomnice, kjer se Indijska tektonska plošča sreča z arabsko tektonsko ploščo. Vendar pa Karači leži blizu zahodnega roba Indijske plošče, na Indogagnetski nižini. Znotraj mesta Karači sta dve majhni hribovji: Khasa Hills in Mulri Hills, ki ležita na severozahodu in delujeta kot pregrada med Severnim Nazimabadom in Orangijem. Karačijevi hribi so nerodovitni in so del večjega gorovja Kirthar ter imajo največjo nadmorsko višino 528 metrov.
Med hribi so široke obalne ravnice, prepredene s suhimi strugami in vodnimi kanali. Karači se je razvil okoli reke Malir in reke Liari, pri čemer je obala reke Liari lokacija naselja Kolači. Vzhodno od Karačija ležijo poplavne ravnice reke Ind.

### Podnebje
Karači ima tropsko polsušno podnebje (Köppen: BSh), prej puščavsko podnebje, v katerem prevladuje dolga 'poletna sezona', medtem ko jo umirja oceanski vpliv iz Arabskega morja. Mesto ima povprečno letno količino padavin (približno 296 mm na leto), večina pade med monsunsko sezono od konca junija do septembra. Poletja so vroča in vlažna, Karači pa je nagnjen k smrtonosnim vročinskim valovom. V zadnjih 20 letih so padavine postale obilnejše. Tropske nevihte ter poplave so vse pogostejše, zlasti med poletnim monsunom. Po drugi strani pa hladen morski vetrič običajno nudi olajšanje v vročih poletnih mesecih. Sistem zgodnjega opozarjanja, ki temelji na besedilnih sporočilih, opozori ljudi, naj sprejmejo previdnostne ukrepe in pomaga preprečiti smrtne žrtve med nenavadno močnim vročinskim valom ali nevihto. Zimsko podnebje je suho in traja od decembra do februarja. Pozimi je suho in prijetno glede na toplo vročo sezono, ki sledi, ki se začne marca in traja do oktobra. Bližina morja ohranja raven vlažnosti na skoraj nespremenjeni ravni vse leto. Tako je podnebje podobno vlažnemu tropskemu podnebju, z izjemo nizke količine padavin in občasnih temperatur precej nad 38º C) zaradi vpliva bližnje puščave Thar, blizu meje z Indijo.
Najvišja letna količina padavin v mestu je bila približno 750-850 mm, zabeležena v poznih 1970-ih. Največja mesečna količina padavin v mestu, 480 mm, je padla julija 1967. Največ padavin v mestu v 24 urah se je zgodilo 7. avgusta 1953, ko je mesto zajelo približno 278,1 milimetrov dežja, kar je povzročilo velike poplave.
Najvišja zabeležena temperatura v Karačiju je 48,0 °C, ki je bila zabeležena 22. in 23. aprila 2017, najnižja pa 0 °C, zabeležena 21. januarja 1934.

### Mestna krajina
Mesto se je najprej razvilo okoli pristanišča Karači in svojo rast v veliki meri dolguje svoji vlogi obmorskega pristanišča ob koncu 18. stoletja, v nasprotju s pakistanskimi tisočletja starimi mesti, kot so Lahore, Multan in Pešavar. Soseska Mithadar v Karačiju predstavlja obseg Kolačija pred britansko vladavino.
Britanski Karači je bil razdeljen med »novo mesto« in »staro mesto«, britanske naložbe pa so bile osredotočene predvsem na novo mesto. Staro mestno jedro je bilo večinoma nenačrtovana soseska, v kateri je živela večina mestnih avtohtonih prebivalcev in ni imela dostopa do kanalizacije, elektrike in vode. Novo mesto je bilo razdeljeno na stanovanjsko, gospodarsko in vojaško območje. Glede na strateško vrednost mesta so Britanci razvili kanton Karači kot vojaško garnizijo v Novem mestu za pomoč britanskim vojnim prizadevanjem v prvi anglo-afganistanski vojni. Razvoj mesta je bil pred osamosvojitvijo v veliki meri omejen na območje severno od potoka Činna Creek, čeprav se je obmorsko območje Clifton prav tako razvilo kot razkošno mesto pod Britanci, njegovi veliki bungalovi in posestva pa ostajajo nekatere najbolj zaželene nepremičnine v mestu. Zgoraj omenjena zgodovinska območja tvorijo najstarejše dele Karačija in vsebujejo najpomembnejše spomenike in vladne stavbe, pri čemer je cesta I. I. Čundrigar dom večine pakistanskih bank, vključno s Habib Bank Plaza, ki je bila najvišja pakistanska stavba od leta 1963 do začetka 2000-ih. Na obalni nižini severozahodno od zgodovinskega jedra Karačija leži obsežno okrožje Orangi. Severno od zgodovinskega jedra je okrožje Nazimabad, pretežno srednjega razreda, in severni Nazimabad višjega srednjega razreda, ki sta bila razvita v 1950-ih. Vzhodno od zgodovinskega jedra je območje, znano kot Defence, obsežno prestižno predmestje, ki ga je razvila in upravlja pakistanska vojska. Obalne ravnice Karačija ob Arabskem morju južno od Cliftona so bile prav tako razvite mnogo kasneje kot del večjega projekta Defense Housing Authority. Meje mesta Karači vključujejo tudi več otokov, vključno z otokoma Baba in Bhit, Oyster Rocks in Manora, nekdanjim otokom, ki je zdaj povezan s celino s tanko 12 kilometrov dolgo plitvino, znano kot Sandspit. Gulistan-e-Džohar, Gulšan-e-Ikbal, zvezno območje B., območja Malir, Landhi in Korangi so bila razvita po letu 1970. Mesto je bilo opisano kot razdeljeno na dele za tiste, ki si lahko privoščijo življenje v načrtovanih krajih z dostop do urbanih dobrin in tisti, ki živijo v nenačrtovanih skupnostih z neustreznim dostopom do takih storitev. 35 % prebivalcev Karačija živi v nenačrtovanih skupnostih.

## Gospodarstvo
Ker je Karači največje mesto, je tudi finančna in komercialna prestolnica Pakistana. Od pakistanske neodvisnosti je Karači središče nacionalnega gospodarstva in ostaja največje pakistansko urbano gospodarstvo kljub gospodarski stagnaciji, ki so jo povzročili družbenopolitični nemiri v poznih 1980-ih in 1990-ih. Mesto je središče gospodarskega koridorja, ki se razteza od Karačija do bližnjega Hiderabada in Thatte.
Od leta 2021 je imel Karači ocenjen BDP (PKM) v višini 190 milijard USD z letno stopnjo rasti 5,5 %. Karači prispeva 90 % BDP Sinda in predstavlja približno 25 % celotnega BDP Pakistana. Mesto ima veliko neformalno gospodarstvo, ki se običajno ne odraža v ocenah BDP. Siva ekonomija lahko predstavlja do 36 % celotnega pakistanskega gospodarstva, v primerjavi z 22 % indijskega gospodarstva in 13 % kitajskega gospodarstva. Neformalni sektor zaposluje do 70 % delovne sile v mestu. Poročilo Global Metro Monitor je leta 2018 uvrstilo gospodarstvo Karačija kot najuspešnejše metropolitansko gospodarstvo v Pakistanu.
Danes je Karači skupaj z nenehnim gospodarskim širjenjem Pakistana uvrščen na tretje mesto na svetu po rasti potrošniških izdatkov, saj naj bi se njegov trg v letu 2018 realno povečal za 6,6 %. Prav tako je uvrščen med najboljša mesta na svetu po pričakovani povečanje števila gospodinjstev (1,3 milijona gospodinjstev) z letnim dohodkom nad 20.000 $, merjeno po tečaju PKM za 2025. Poročilo Global FDI Intelligence Report 2017/2018, ki ga je objavil Financial Times, uvršča Karači med 10 najboljših azijsko-pacifiških mest prihodnosti glede strategije NTI. Po mnenju Anatola Lievena je gospodarska rast Karačija posledica prihoda muhadžirjev v Karači v poznih 1940-ih in zgodnjih 50-ih.

## Kultura

### Muzeji in galerije
- Slavni kip "Kralj-duhovnik Indske civilizacije je prikazan v pakistanskem Narodnem muzeju v Karačiju
- Palača Mohatta, zgrajena kot dom premožnega hindujskega poslovneža, je zdaj muzej, odprt za javnost

Glavne znamenitosti v Karačiju vključuje več pomembnih muzejev. Narodni muzej Pakistana in palača Mohatta razstavljata bogato zbirko umetniških del, medtem ko se mesto ponaša z več zasebnimi umetniškimi galerijami. Poleg tega je v Karačiju muzej pakistanskega letalstva, pakistanski pomorski muzej in prvi interaktivni znanstveni center v državi, MagnifiScience Centre. Dvorec Vazir, rojstno mesto ustanovitelja Pakistana Mohameda Alija Džinaha, je prav tako ohranjen kot muzej, odprt za javnost. Hiša Quaid-e-Azam, rezidenca Mohameda Alija Džinnaha, služi tudi kot muzej, ki prikazuje njegovo pohištvo in druge stvari. Drugi muzeji so TDF Ghar ter muzej in umetniška galerija Državne banke Pakistana.

### Arhitektura
Karači ima zbirko stavb in struktur različnih arhitekturnih slogov. Okrožji Saddar in Clifton vsebujejo arhitekturo zgodnjega 20. stoletja, ki sega od neoklasicistične stavbe KPT do stavbe Sindh High Court Building. Karači je dobil svoje prve neogotske ali indo-gotske stavbe, ko so bile dokončane Frerejeva dvorana, Empress Market in stolnica sv. Patrika. Arhitekturni slog Mock Tudorja je bil uveden v Karači Gymkhana in Boat Club. Neorenesančna arhitektura je bila priljubljena v 19. stoletju in je bila arhitekturni slog za samostan sv. Jožefa (1870) in klub Sind (1883). Klasični slog se je vrnil v poznem 19. stoletju, kot je razvidno iz bolnišnice Lady Dufferin (1898) in železniške postaje Karači Cantonment. Medtem ko so italijanske stavbe ostale priljubljene, se je na nekaterih lokacijah začela pojavljati eklektična mešanica, imenovana indo-saracenska ali anglo-mogulska. Lokalna trgovska skupnost je začela pridobivati impresivne strukture. Ulica Zaibunnisa na območju Saddar (v britanskih časih znana kot ulica Elphinstone) je primer, kjer so trgovske skupine sprejele italijanski in indo-saracenski slog, da bi pokazale svoje poznavanje zahodne in svoje lastne kulture. Hindujska Gymkhana (1925) in palača Mohatta sta primera neomogulskih stavb. Sindh Wildlife Conservation Building, ki stoji v Saddarju, je služila kot prostozidarska loža, dokler je ni prevzela vlada. Obstajajo pogovori o tem, da bi jo odvzeli iz tega skrbništva in jo obnovili ter ohranili ložo z originalnim pohištvom in okrašenim lesenim stopniščem.
Indus Valley School of Art and Architecture je eden najboljših primerov ohranjanja in restavriranja arhitekture, kjer je bila celotna stavba Nusserwanjee iz območja Kharadar v Karačiju prestavljena v Clifton za prilagodljivo ponovno uporabo v umetniški šoli. Postopek je vključeval skrbno odstranitev vsakega kosa lesa in kamna, ki je bil začasno zložen, naložen na tovornjake za prevoz do lokacije v Cliftonu, razložen in preurejen v skladu z dano postavitvijo, kamen za kamnom, kos za kosom in dokončan v tri mesece.
Po vsem Karačiju so zrasle arhitekturno značilne, celo ekscentrične stavbe. Pomemben primer sodobne arhitekture je stavba pakistanskega državnega naftnega sedeža. Mesto ima primere moderne islamske arhitekture, vključno z univerzitetno bolnišnico Aga Khan, mošejo Grand Džamia, mošejo Masjid e Tooba, mošejo Faran, mošejo Baitul Mukarram, Quaidov mavzolej in Pakistanski tekstilni inštitut. Eden od edinstvenih kulturnih elementov Karačija je, da so rezidence, ki so dvo- ali trinadstropne mestne hiše, zgrajene tako, da je sprednje dvorišče zaščiteno z visokim zidom iz opeke. I. I. Chundrigar Road ima vrsto visokih stavb. Najvidnejši primeri so Habib Bank Plaza, UBL Tower, PRC Towers, stavbo PNSC in MCB Tower. V Cliftonu gradijo novejše nebotičnike. Leta 2022 je bilo v gradnji vsaj 50 stavb s 150 m+ stavbami.
- Frerejeva dvorana
- Stolnica sv. Patrika
- Bolnišnica Lady Dufferin
- Hindujska gimkana
- Palača Mohatta
- Kampus univerze Aga Kan
- Velika mošeja Džamia
- Habib Bank Plaza
- MCB Tower